# Pallacanestro ai III Giochi asiatici
La pallacanestro ai Giochi asiatici 1958 si è svolta dal 25 maggio al 1º giugno a Tokyo, in Giappone. Il torneo ha visto coinvolte 10 nazioni.

## Classifica finale

### Maschile
| Pos.    | Squadra       | Formazione |
| ------- | ------------- | --- |
| Oro     | Filippine     | FilippineAchacoso, Bachmann, Badion, Carbonell, Lagarejos, Lim, Loyzaga, Manulat, Marquicias, Ortiz, Tolentino, Urra, Villamor, Wilson, All. Tito Eduque                                                         |
| Argento | Taiwan        | TaiwanChen, Cheng, Fuh, Hoo, Huang, Lai, Lee, Ling, Liu, Loo, Shu, Sy, Tong, Wang, All. Chou Ho-Ming |
| Bronzo  | Giappone      | GiapponeAoki, Fujita, Imaizumi, Itoyama, Kamata, Kanekawa, Kawamoto, Kimura, Nara, Saitō, Shōji, Sugawara, Sugiyama, Wakabayashi, All. Seiichi Morisawa                                                          |
| 4.      | Corea del Sud | Corea del SudAn, Baek, Jo B., Jo Y., Kang, Kim C., Kim J., Kim Y., Lee G., Lee Je., Lee Jo., All. Lee Mun-ho |
| 5.      | Singapore     | SingaporeChew, Kee, Ko, Koy, Lim, Low, Naidu, Ong, Soh, Tan, Wee, Wong, Yee, Yow, All. Hor Chin Or |
| 6.      | Thailandia    | ThailandiaAimmanolrom, Chavanwong, Chaicharoen, Ewtrakul, Lerschitmate, Padungsatayawong, Rukpanich, Kuang Sae-Lim, Kum Sae-Lim, Sonthong, Srirut, Teepatimakorn, Wathannai, Yoosthaporn, All. Sukhum Nayapradit |
| 7.      | Cambogia      | |
| 8.      | Hong Kong     | |
| 9.      | Indonesia     | |
| 10.     | Malaysia      | |